# Joseph Glidden

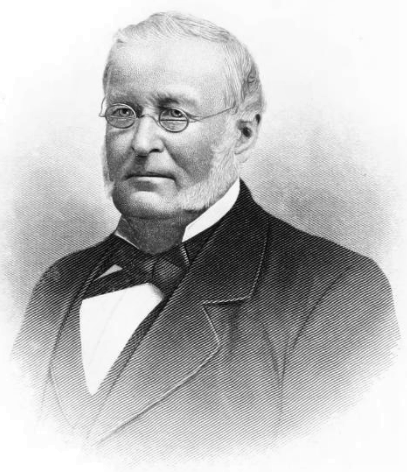
Joseph Glidden

Joseph Farwell Glidden (* 18. Januar 1813 in Charlestown, New Hampshire; † 9. Oktober 1906 in DeKalb, Illinois) war ein US-amerikanischer Farmer, der am 27. Oktober 1873 Stacheldraht zum Patent anmeldete. Das Patent erhielt er am 24. November 1874 zugesprochen.

## Leben
1814 zog seine Familie nach Clarendon, New York. Er arbeitete auf der elterlichen Farm und als Lehrer. 1837 heiratete er Clarissa Foster, mit der er zwei Söhne hatte. 1842 zog er zusammen mit seinem Bruder Josiah nach DeKalb (Illinois) (seinerzeit Buena Vista), wo er von Cousin Russell Huntley eine Farm erworben hatte. Nachdem seine Frau 1843 mit den Kindern nachgekommen war, starb sie bei der Geburt der Tochter. Die Söhne erlagen einer Epidemie. 1851 heiratete er Lucinda Warne (1826–1895) und im Juli 1852 wurde Tochter Elva Frances Glidden geboren. Im folgenden Jahr wurde er zum Sheriff gewählt. Um 1861 erbaute er sein Steinhaus. Er wurde Vizepräsident der DeKalb National Bank, Direktor der North Western Railroad und Besitzer einer Zeitung und eines Hotels.
Tochter Elva (1852–1906) heiratete 1877 William Henry Bush (1849–1931), einen bekannten Farmer, Unternehmer und Geschäftsmann.

## Erfindung

### Technische und ökonomische Voraussetzungen

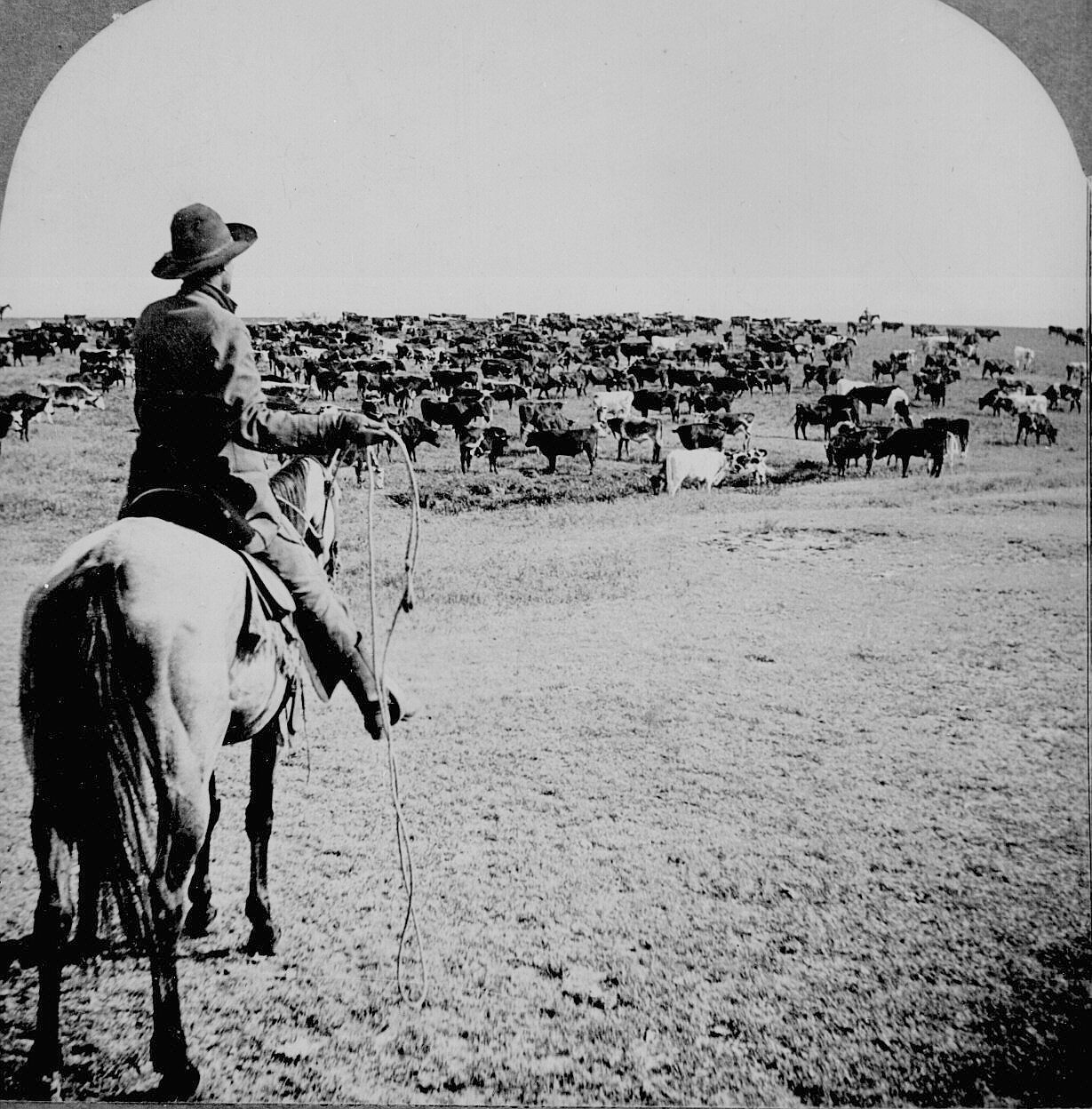
Rinderherde und Cowboy, circa 1902

Die Entwicklung von Stacheldraht, die gegen Ende der 1860er Jahre begann, fällt in eine Zeit, in der eine Reihe von organischen Materialien durch Eisen- und Stahlprodukte ersetzt wurde. Samuel Fox entwickelte beispielsweise 1852 die ersten Drahtgestelle für Schirme, die bis dahin in Europa aus Holz oder Walbarten gefertigt wurden. In gleicher Weise wurde die Herstellung von Korsetts geändert. Bei Musikinstrumenten wurden Saiten zunehmend weniger aus Schafdärmen, sondern aus Stahl hergestellt. Die Verwendung von Eisen statt Hanf für Seile begann ab 1840 und bald danach wurden auch Maschinen entwickelt, die mehrere Eisendrähte zu stabilen Seilen verdrehen konnten. Erste Maschendrahtzäune wurden ebenfalls in den 1840er Jahren hergestellt, waren aber noch gegen Ende der 1850er Jahre zu fragil, um für ein großes Säugetier wie beispielsweise ein Rind ein ernsthaftes Hindernis darzustellen.
Motiviert wurde die Entwicklung durch einen Bedarf an billiger Eingrenzung von Land. Über wenige Jahre nutzten große Rinderranches die offenen Weiten der Great Plains um Rinderherden langsam zu den Eisenbahnknotenpunkten im Norden zu treiben, von wo sie dann mit Hilfe von Eisenbahnwagen zu den großen Schlachthöfen weiter im Osten der USA gebracht wurden. Mit der Errichtung von Eisenbahnstrecken und der Nutzung der fruchtbareren Teile der Great Plains als Ackerflächen entstand jedoch auch die Notwendigkeit, Land vor dem Eindringen von Rinderherden zu schützen. Traditionelle Methoden der Einzäunung – Hecken, Steinwälle oder Holzzäune – waren in den Great Plains nicht anwendbar: Die einzuzäunenden Flächen waren zu groß, alles Holz musste in die Region der Great Plains importiert werden und Milchorangenbäume, die einzige, in den Great Plains gut gedeihende Pflanze, die sich für das Pflanzen von Hecken anbot, wuchsen zu langsam, um unter den sich schnell verändernden wirtschaftlichen Bedingungen der Great Plains eine Alternative zu sein.

### Patentierung durch Glidden

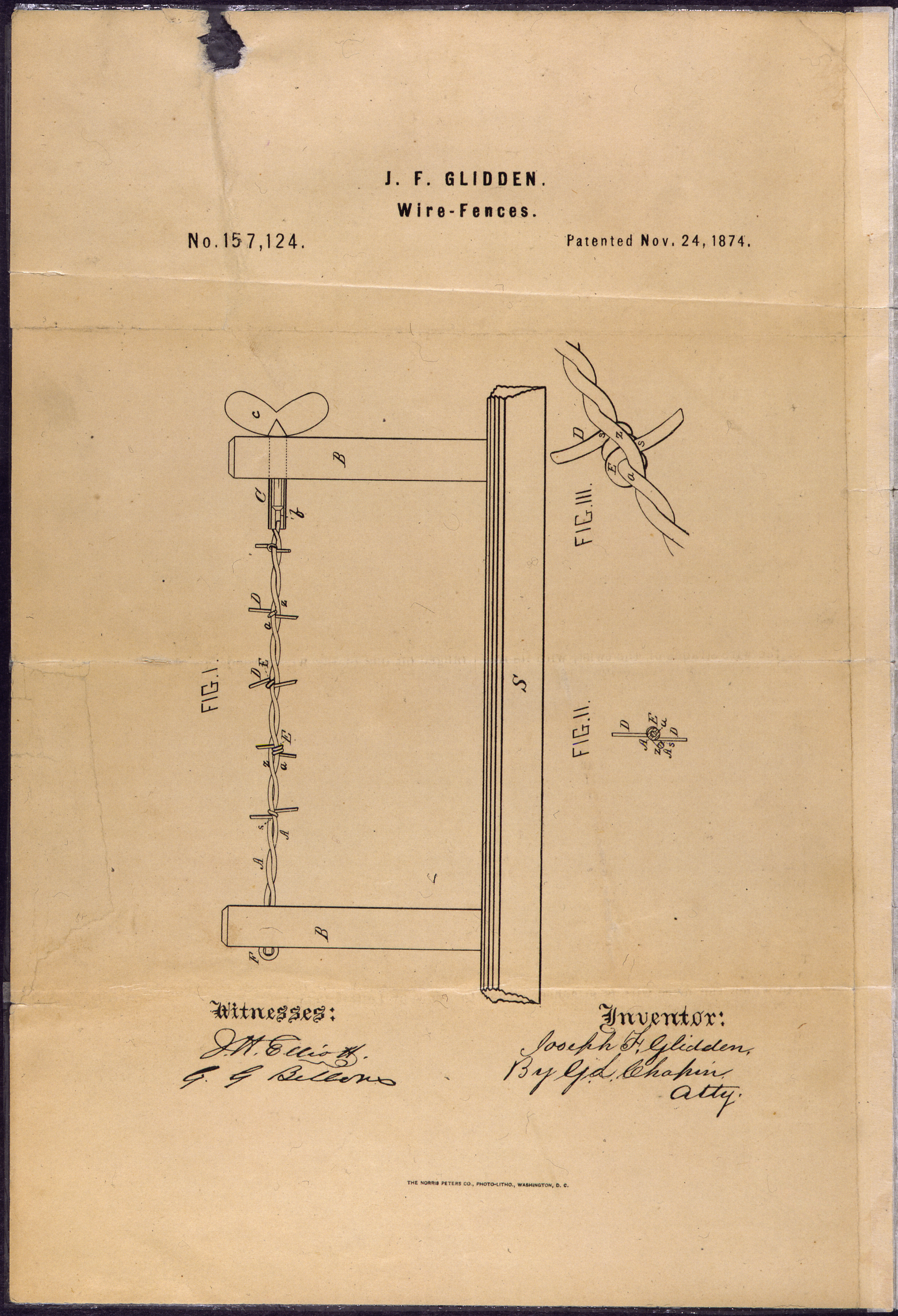
Detail aus der Patenteinreichung von Joseph F. Glidden

Die Notwendigkeit für stabile, billige Begrenzungen und die neuen technologischen Voraussetzungen führten dazu, dass in den USA mehrere Erfinder sowohl unabhängig als auch voneinander inspiriert an mit Dornen versehenen Eisenseilen arbeiteten. Inspiriert von Sporen, wie sie Reiter tragen, patentierte beispielsweise William D. Hunt 1867 Drähte, auf die Sporenräder aufgezogen waren. Michael Kelly patentierte 1868 Drähte, in die Nägel eingetrieben waren. Beide Erfindungen hatten jedoch den Nachteil, dass sie robusten Tieren wie Rindern nicht ausreichend Schmerzen zufügten, um sie an einem Durchbrechen des Zaunes zu hindern. Henry Rose schließlich entwickelte 1873 einen Zaun bestehend aus Drähten und Holzteilen, die mit scharfen Stacheln versehen waren und die wehrhaft genug waren, Rinder am Durchbrechen zu hindern. Er stellte diesen Vorläufer des Stacheldrahts, auf die er das Patent erworben hatte, noch im selben Jahr auf einer Messe in DeKalb im US-Bundesstaat Illinois vor, wo Joseph Glidden diese Konstruktion sah. Inspiriert von Roses Patent entwickelte Glidden einen Draht, bei dem zwei Spanndrähte miteinander verseilt wurden und Stacheln eingesetzt wurden, indem in regelmäßigen Abstand ein Spitzendraht um einen der beiden Drähte gewickelt und dann schräg abgeschnitten wurden. Die beiden miteinander verdrehten Spanndrähte fixierten den Stachel, der sich unter der Last eines sich dagegen lehnenden Tieres auch nicht wegdrehen konnte. Glidden meldete am 27. Oktober 1873 sein Patent dafür an. Glidden war nicht der einzige, der Roses Idee weiterentwickelte. Fünf weitere Patente für die Stacheldrahtherstellung wurden in der Folge der Ausstellung von DeKalb angemeldet.
In der Patentschrift bezeichnete Glidden seine Erfindung als Drahtzäune (wire-fences). Nachdem er die Barb Fence Company gegründet hatte, schloss sich ein dreijähriger Patentstreit an. Nachdem er diesen gewonnen hatte, verkaufte er die Hälfte der Rechte für 60.000 $ und Lizenzgebühren an die Washburn & Moen Manufacturing Company. Er wurde damit einer der reichsten Männer der USA.

### Siegeszug der Erfindung

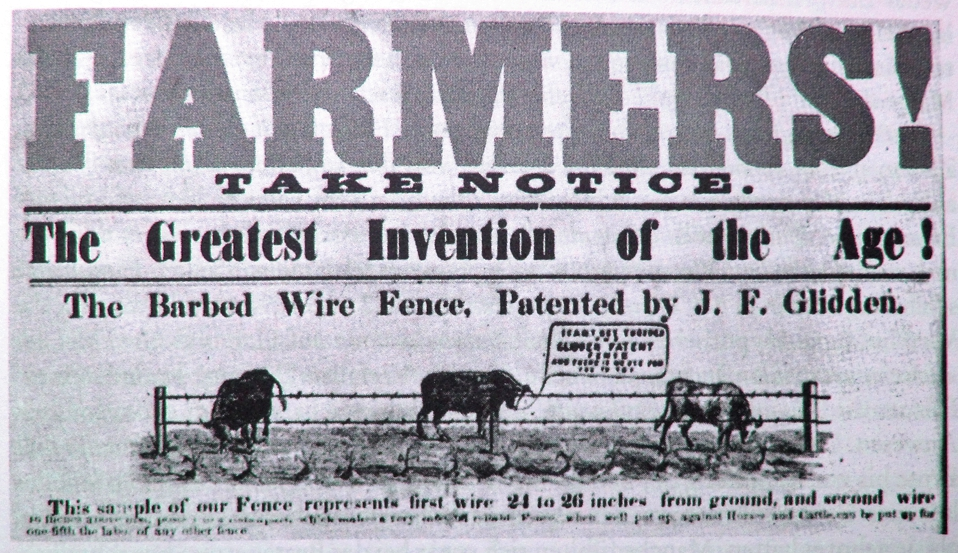
Anzeige für Stacheldraht in einer texanischen Zeitung (1874)

Die Vermarktungsmöglichkeiten von Stacheldraht waren nicht nur auf die Great Plains im Mittleren Westen der Vereinigten Staaten begrenzt. Die Errichtung eines Stacheldrahts war auch in anderen Landesteilen preisgünstiger als beispielsweise ein traditioneller Holzzaun. Es waren weniger Pfähle notwendig, weniger Nägel und der Arbeitsaufwand für die Errichtung eines Stacheldrahts betrug nach einem Werbeflugblatt der Firma Washburn and Moen im Jahre 1880 nur ein Fünftel im Vergleich zu einem Holzzaun. Holz war jedoch nach wie vor notwendig und die rasch zunehmende Verwendung von Stacheldraht im Mittleren Westen führte dazu, dass der Holzimport dahin sogar zunahm, weil nun auch Gebiete eingezäunt wurden, deren Einzäunung zuvor unwirtschaftlich gewesen war. Bereits 1880, wenig mehr als sechs Jahre nach der ersten Patentvergabe, betrug die Länge der in den Vereinigten Staaten errichteten Stacheldrahtzäune etwa um die 50.000 Meilen.